# Pakistaner in Deutschland

Regionale Verteilung der pakistanischen Staatsbürger 2021

Pakistaner in Deutschland bilden die drittgrößte pakistanische Gemeinde in Europa, nach den über eine Million Pakistanern in Großbritannien und den über 100.000 Pakistanern in Italien.

## Geschichte
In Deutschland sind die Pakistaner eine der ältesten Einwanderergruppen aus Asien. Erste Ahmadiyya-Gemeinden aus Britisch-Indien gründeten sich in Deutschland bereits Anfang der 1920er Jahre. Bis 1947 wurden sie zu den Indern in Deutschland gezählt.

## Migrationssituation
Die Zahl der in Deutschland lebenden Personen mit pakistanischem Staatsbürgerschaft betrug Ende 2024 rund 97.000. Knapp zwei Drittel davon waren männlich. Nicht berücksichtigt sind bereits eingebürgerte Personen. Ein großer Teil der Pakistaner in Deutschland lebt in Hessen, hier vor allem im Rhein-Main-Gebiet.
Die Pakistaner in Deutschland sind ethnisch und sprachlich keine einheitliche Gruppe. Den größten Anteil haben die Panjabi-Sprecher, gefolgt von Paschtunen, Sindhi-Sprechern und vielen weiteren Völkern. Nahezu alle Pakistaner mit Migrationserfahrung beherrschen zusätzlich Urdu, die Nationalsprache Pakistans, und Englisch, die Bildungssprache Pakistans.

## Religion
Die meisten Pakistaner in Deutschland sind Muslime. Darüber hinaus gibt es eine beträchtliche Anzahl von Angehörigen der Ahmadiyya Muslim Jamaat. Die meisten der in Deutschland lebenden 40.000 Mitglieder der Ahmadiyya sind pakistanischer Abstammung. Ein kleiner Teil der Pakistaner sind Ismailiten, Hindus, Sikhs, Christen und Konfessionslose.

## Bildung

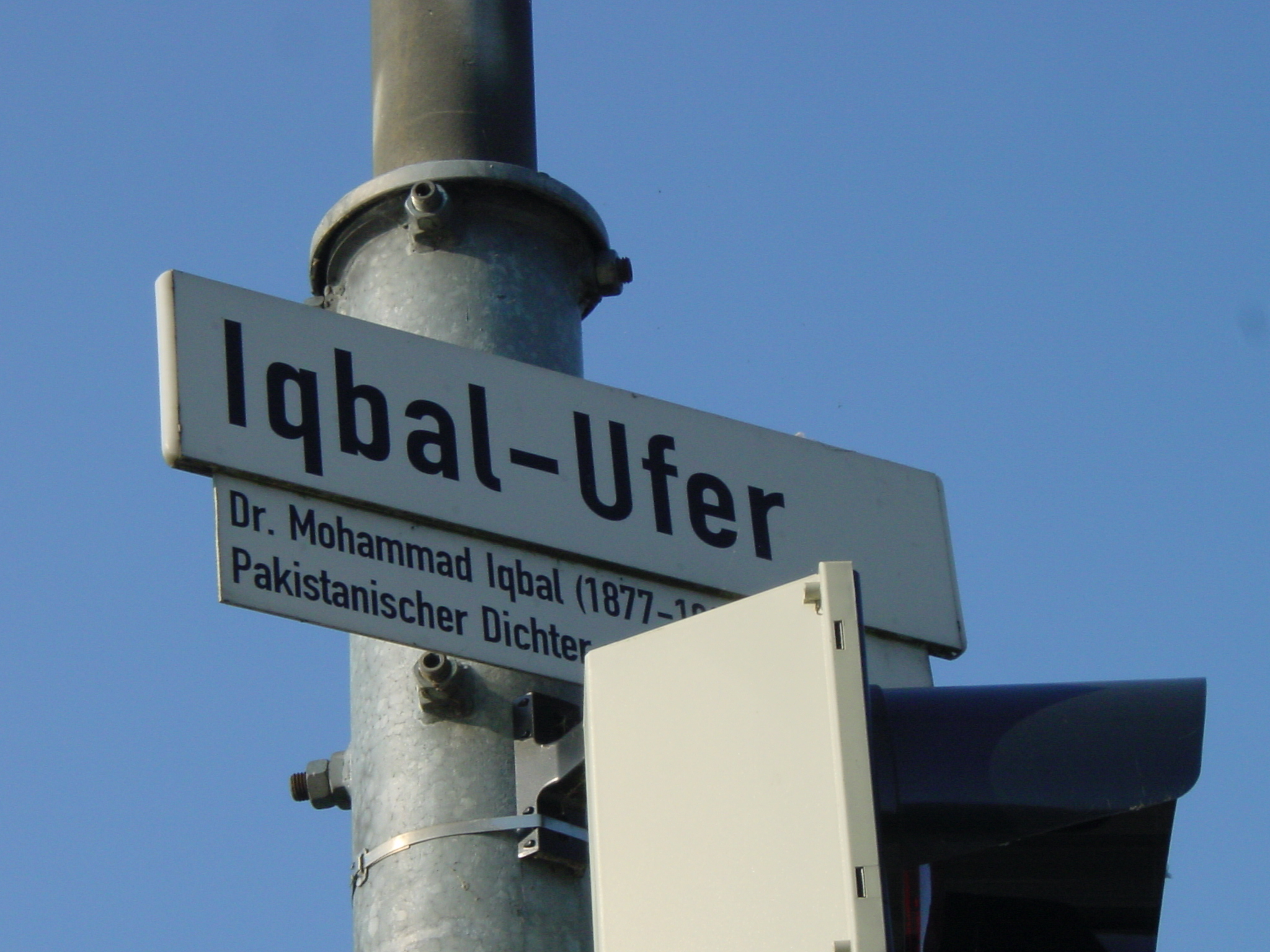
Nach Muhammad Iqbal benannte Straße in Heidelberg

Die pakistanische Regierung hat im Rahmen ihrer „Higher Education Commission“ hunderte von pakistanischen Wissenschaftlern und Forschern für die Ausbildung an deutsche Universitäten entsandt. Die meisten großen deutschen Universitäten haben pakistanische Studentenvertretungen. Die Kultur der Pakistaner zu Bildungsreisen nach Deutschland wurde von der Pionierarbeit des Muhammad Iqbal gestützt, welcher vier Monate in Deutschland für seine Studien verbrachte.